# 세지초등학교
세지초등학교는 대한민국 전라남도 나주시 세지면 오봉리에 있는 공립 초등학교이다.

## 학교 연혁
- 1931년 6월 12일 세지공립보통학교로 개교(4년제)(설립인가 2월 7일)
- 1938년 4월 1일 세지남공립심상소학교로 개칭
- 1941년 4월 1일 세지남공립국민학교로 개칭
- 1963년 4월 25일 세지국민학교로 개칭
- 1985년 9월 6일 병설유치원 개원
- 1996년 3월 1일 세지초등학교로 개칭
- 1999년 9월 1일 세지서초등학교와 통합
- 2010년 3월 1일 세지북초등학교와 통합
- 2015년 5월 20일 학교 마을 도서관 개관, 운영
- 2016년 3월 1일 에코스쿨 지정
- 2016년 2월 12일 제83회 졸업식(졸업생 총수 6,137명)
- 2017년 2월 17일 제84회 졸업식(졸업생 총수 6,157명)
- 2017년 3월 1일 제32대 김종덕 교장 부임
- 2018년 2월 9일 제85회 졸업식(졸업생 총수 6,171명)

## 참고 자료
- 세지초등학교 - 한국교육학술정보원 학교알리미